# Vitaly Bronshten
Vitaly Aleksandrovich Bronshten (en russe Вита́лий Алекса́ндрович Бронштэ́н), né le 9 octobre 1918 à Moscou et mort le 1er février 2004 dans cette même ville est un astronome russe connu pour ses travaux sur l'entrée atmosphérique des météoroïdes.

## Biographie
Vitaly Bronshten est diplômé du département de mécanique et mathématiques de l'université d'État de Moscou en 1947. Il est en 1963 candidat ès sciences de cette université,.
En 1937 Vitaly Bronshten entre au département d'astronomie de la faculté de mécanique et de mathématiques de l'université d'État de Moscou. Durant la seconde guerre mondiale il est affecté à l'observatoire astronomique Engelhardt à Kazan. De 1945 à 1948 il enseigne l'astronomie à Moscou et Ryazan. De 1948 à 1964 il est consultant au planétarium de Moscou. À partir de 1964 il travaille pour l'Académie des sciences de Russie, d'abord comme secrétaire de l'union des sociétés d'astronomie et de géodésie en 1964, puis, en 1983, au comité pour les météorites. En 1985 il devient chercheur senior à l'institut d'astronomie de l'académie des sciences de Russie.
Vitaly Bronshten a d'abord travaillé sur des sujets tels que les nuages noctulescents et les calottes polaires de Mars. Il doit cependant sa renommée aux travaux effectués sur les météorites et en particulier l'événement de la Toungouska.
Il s'est intéressé à l'histoire des sciences et a rédigé des notices biographiques sur Mikhaïl Viliev, Ernst Öpik et Kirill Stanioukovitch.
Il a été membre éditorial des revues Solar System Research et Earth and Universe.

## Ouvrages
- (en) V. A. Bronshten, Problems of motion of large meteoritic bodies in the atmosphere, Traduction RAND Corporation, 1963 (lire en ligne)
- (en) V. A. Bronshten et N. I. Grishin, Noctilucent clouds, Israel Program for Scientific Translation, Wiley, 1976
- (en) V. A. Bronshten, Physics of Meteoric Phenomena, Springer, 1983 (ISBN 978-90-277-1654-5)
- (ru) Виталий Александрович Бронштэн, Как движется Луна?, Наука,‎ 1990 (ISBN 9785020140714)
- (ru) Виталий Александрович Бронштэн, Тунгусский метеорит, А.Д. Сельянов,‎ 2000 (ISBN 9785901273043)

## Distinctions
- L'astéroïde (7002) Bronshten porte son nom.

## Liens
- Ressource relative à la recherche :   - Math-Net.Ru
- Notices d'autorité :   - VIAF
  - ISNI
  - IdRef
  - LCCN
  - GND
  - CiNii
  - Pays-Bas
  - Pologne
  - Israël
  - NUKAT
  - Suède
  - Australie
  - Norvège
  - Tchéquie
  - Lettonie
  - WorldCat